# 筑波山神社・筑波大学計算科学研究センター共同気象観測所
座標: 北緯36度13分32.5秒 東経140度5分54.3秒 / 北緯36.225694度 東経140.098417度
筑波山神社・筑波大学計算科学研究センター共同気象観測所（つくばさんじんじゃ・つくばだいがくけいさんかがくけんきゅうセンターきょうどうきしょうかんそくじょ、英語: Meteorological Station of the Mt. Tsukuba Shrine & Center for Computational Sciences, University of Tsukuba）は、茨城県つくば市の筑波山にある気象観測施設。2006年（平成18年）より筑波山神社が所有し、筑波大学が管理する体制をとってきたが、2016年（平成28年）より筑波山神社と筑波大学計算科学研究センターが協力して気象観測を行うことになった。旧称は筑波山気象観測ステーション（つくばさんきしょうかんそくステーション、英語: Meteorological Observation Station at the summit of Mt. Tsukuba）。
筑波山は関東平野が広がる周辺地域にあって最も標高が高く、総観気象や大気境界層の観測にとって適した山である。このため1893年（明治26年）には既に気象観測が実施され、日本における山岳気象観測の先駆けとなり、関東地方における大気下層の気象を知る上で役に立っている。

## 概要
筑波山は男体山と女体山の2つの峰から成るが、共同気象観測所は男体山の山頂に置かれている。所在地の標高は868m。2001年（平成13年）12月までは気象庁の「筑波山地域気象観測所」であったが、同庁がアメダスの統廃合を実施したことで一旦廃止となり、筑波大学が引き継いだ。筑波大学が引き継いだ直後の観測所の代表者は林陽生であったが、林の退官後は日下博幸が代表者となっている。
共同気象観測所の主目的は気象観測であるが、水文学的な研究や地球温暖化とヒートアイランド現象の識別、環境教育への利用、データ提供による社会貢献も含まれている。観測データは筑波大学計算科学研究センターのウェブサイトで公開されている。
共同気象観測所での観測データは、関東平野で雪が降るかどうか判別する際に役立っており、ウェザーニューズのサポーターから提供されるウェザーリポートと観測データを組み合わせてより精度の高い雪予報の実現に向けた研究も行っている。このほかにも、観測データは局地予報や環境モデリングなど、幅広い活用が想定されている。

## 建築
現在の共同気象観測所は、1928年（昭和3年）に竣工した鉄筋コンクリート構造2階建一部3階建の建築物である。設計は当時文部省建築課の技手であった福満繁記が行った。外壁はスクラッチタイル張りで縦長鎧戸付きの窓を持ち、外観は直方体を組み合わせた構成を取り、全体的に縦の線を強調したデザインになっている。一方、南玄関の欄間と3階の窓には半円形が採用されている。
内部は、手摺にアール・デコ風の格子を入れ、欄間には放射状の格子と霞ヶ浦の帆引き船が描かれたステンドグラスがはめ込まれている。
1階は観測室・暗室・晴雨計（気圧計）室・機械室、2階は応接間・図書並研究室・寝室がある。屋外には、予備電源室が設置されている。
現状では天井は落ち、壁ははがれ、内部は埃にまみれた状態である。

## 観測項目
2006年（平成18年）1月1日より、以下の17項目を気象業務法第6条（気象庁以外の者の行う気象観測）に則って行っている。各々のデータは、一定間隔でまとめられ、インターネット経由で山麓の大学研究室へ送られている。雨量計のように明治時代以来、同じ場所に設置されている機器もあれば、天気計のような筑波大学が新たに設置した機器もある。花粉の飛散量と空気中の二酸化炭素濃度は気象庁の測候所時代になかった測定項目である。観測機器は2016年（平成28年）3月に更新を行った。
| - 上向き短波放射量 - 雨水電気伝導度 - 雨水pH - カメラ（フェノロジー観察用） - 気圧 - 気温 | - 現在天気 - 降水量 - 下向き短波放射量 - 相対湿度 - 地温 | - 地表面放射温度 - 二酸化炭素濃度 - 日射量 - 飛散花粉量 - 風向 - 風速 |

## 歴史

### 山階宮測候所から気象庁の測候所へ
幕末から明治の初期にかけて、日本では近代的な気象観測設備が整えられたが、当時の欧米ではさらに進んで高層（山岳）や海洋での気象観測を行っており、欧米諸国に追い付くためにも早期の高層における気象観測の開始が求められていた。筑波山では気象庁の前身の中央気象台により、1893年（明治26年）冬に気象観測が初めて実施された。その後、ドイツで気象学を学んだ旧皇族の山階宮菊麿王は、帰国後も中央気象台を訪れるなど熱心に気象研究を続け、日本で山岳気象研究が遅れていることを憂い、1901年（明治34年）4月より自己資金で測候所庁舎の建設に着手、同年12月に完成、翌1902年（明治35年）1月1日から「山階宮筑波山測候所」として通年観測を始めた。これは日本初の山岳測候所となった。雲量・気圧・気温・降水量・地震・湿度・蒸発量・地下温度・日照時間・風向・風速などを計測できる機器を保有し、午前1回と午後3回（2・6・10時）の測定を行った。この年の気象観測の結果は"Ergebnisse der Meteorologischen Beobachtungen auf dem Tsukubasan im Jahre 1902"（ドイツ語、筑波山上氣象観測明治三十五年成蹟報告）にまとめられた。同書は観測所の概要を記した「叙説」、観測結果を綴った「氣象表」、「附錄」からなり、附錄には東京と筑波の重力加速度の測定結果が記載されていた。なお、この年の9月28日には足尾台風が襲来し、設置時には杞憂と思われた風速100m以上の風力台が威力を発揮し、正確なデータを測定することができた。長塚節は、知人に宛てた書簡に「此山頂に在りては百米以上の風速力に遭遇せるなり、其観測の苦辛思ふべし」と記し、測候所職員の苦労を推し量っている。
1908年（明治41年）に山階宮が逝去し、翌1909年（明治42年）に山階宮家が国に寄贈したことで「中央気象台附属筑波山測候所」となった。1928年（昭和3年）12月に山頂の観測所を改築し鉄筋コンクリートの現建物が完成、翌1929年（昭和4年）1月に当時の中央気象台長・岡田武松が視察に訪れた。この頃の測候所の業務は気象観測のほか、地震の観測、地域の気象と地質・動植物の関係を探る博物の調査であった。測候所の一角には、調査による採集品や気象関係の資料を集めた「陳列室」が設けられ、戦前に一般公開されていた。観測は1日6回に増やされた。第二次世界大戦中も休むことなく、およそ30人の職員が常駐して大日本帝国陸軍のために気象情報の収集を行った。
戦後は中継局の設置が相次ぎ、1957年（昭和32年）に水利水害対策用の無線、1967年（昭和42年）に東京国際空港（羽田）との気象レーダー用マイクロ回線、1974年（昭和49年）に東京都清瀬市の気象衛星センターとの間に気象衛星資料中継局が置かれた。1966年（昭和41年）に鉄塔2基が完成する。1969年（昭和44年）になると広域の自動観測ができるようになったことから、夜間に無人化され、1976年（昭和51年）4月にアメダスに切り替えられ完全無人化された。さらにリモートセンシングを用いた観測技術向上により、2001年（平成13年）12月、気象庁は「筑波山地域気象観測所」を閉鎖した。2002年（平成14年）から筑波大学が引き継ぐまでの4年間は観測が行われず、建物だけが現地に残される形となっていた。

### 筑波大学による継承
筑波大学では、筑波山山頂で取られてきた100年を超す気象観測データを貴重と捉え、少し地点が変わっただけで気象が異なることや、地表より気象の差異が小さい高層でも約25km離れた高層気象台（つくば市長峰、通称：館野）のデータだけでは代替できないこと、関東平野唯一の定点山岳観測拠点であったことを重く見て、大学が観測を継承することを検討した。そして2005年（平成17年）12月、筑波大学生命環境科学研究科地球環境科学専攻大気科学/水文科学研究グループは学内のプロジェクトとして「筑波山における気象・水文環境の多要素モニタリングによる大気・水循環の解明」を立ち上げ、翌2006年（平成18年）1月より「筑波山地域気象観測所」の施設を継承し、自動観測を開始した。1月下旬に行った記者会見では、新聞社8社、テレビ局2社、ラジオ局1社を初め多くのマスメディアが集まり、天気予報に関わる人々からの問い合わせも相次ぎ、高い注目を浴びた。また同年2月には現地説明会を開き、3月からはインターネット上でリアルタイムの観測データ提供とカメラによる画像公開を開始した。データ提供にあたっては、気象予報士から意見を募り、公開方法の工夫が行われた。筑波山プロジェクトの公式ウェブサイトは2006年8月に開設された。
2008年（平成20年）の日本気象学会では、気象観測ステーションに設置されたプロペラ型風向風速計と超音波型風向風速計での観測値を利用した発表がなされた。同発表では、プロペラ型の測器では超音波型の測器には見られない平均風向のばらつきが現れたこと、現在の測器の高度では山体の影響を受けない自由大気の測定が難しい風向があることが報告された。
2012年4月からは、筑波山プロジェクトは計算科学研究センターの事業の一つとして引き継がれ、関東平野での降雪予測、筑波山に関連した大気現象の解明、長期的な気温変化に対する地球温暖化と都市化の影響調査などを行っている。
2016年（平成28年）3月、筑波大学は観測機器の更新を行った。機器更新作業にはウェザーニューズや国立環境研究所からの荷揚げ支援を受けた。4月21日から、筑波山神社と筑波大学計算科学研究センターの共同気象観測所としてリニューアルし、「筑波山神社・筑波大学計算科学研究センター共同気象観測所」に改称した。これまでは筑波山神社が山頂のライブカメラ映像の提供、筑波大学が気象観測データの提供を別個に行っていたが、この連携により一般人への情報提供を強化し、つくば駅前などにモニターを設置して気象情報を提供することを検討している。

## 交通
首都圏新都市鉄道つくばエクスプレスつくば駅より、関東鉄道路線バス「直行 筑波山」（筑波山シャトルバス）乗車、「筑波山神社入口」で下車、筑波観光鉄道筑波山鋼索鉄道線（筑波山ケーブルカー）に乗り換え、約8分。ケーブルカー終点（筑波山頂駅）から約15分登り、到着する。共同気象観測所は、筑波山神社奥の院の隣にある。現時点では、公開講座等の特別な場合を除き、施設の一般公開はされていないが、気象観測の歴史などの展示室を作れないか、という構想は存在する。